# سندسر
سندسر، روستایی در دهستان زرآباد غربی بخش کاروان شهرستان زرآباد در استان سیستان و بلوچستان ایران است.
امکانات:باجه پست بانک،دفتر پیشخوان،کافه،مراکز خرید

## جمعیت
بر پایه سرشماری عمومی نفوس و مسکن در سال ۱۳۹۵، جمعیت این روستا برابر با ۵۱۸ نفر (۱۵۴ خانوار) بوده‌است.